# Carlos Slusher
Carlos („Charlie“) Slusher (* 28. November 1971 in Belmopan) ist ein belizischer Fußballspieler auf der Position des Torhüters.
Er spielte bereits für Suga Boys Juventus Orange Walk, Kulture Yabra SC, Belmopan Bandits United und seit der Saison 2007/08 für den FC Belize.
Bis jetzt hatte er zwei Einsätze für die belizische Nationalmannschaft.